# Bonanza Creek (Iditarod River)
Der Bonanza Creek ist ein etwa 101,5 Kilometer langer rechter Nebenfluss des Iditarod River im Südwesten des US-Bundesstaats Alaska. Er gehört zum Flusssystem des Yukon River.

## Flusslauf
Der Bonanza Creek entspringt in den Kuskokwim Mountains, 8 km südsüdwestlich des Camelback Mountain, auf einer Höhe von etwa 520 m. Er fließt in überwiegend westsüdwestlicher Richtung. Im Unterlauf weist der Fluss zahlreiche enge Flussschlingen auf. Der Bonanza Creek mündet schließlich auf einer Höhe von 56 m in den Oberlauf des Iditarod River, 24 km südsüdwestlich der verlassenen Stadt Iditarod.

## Einzugsgebiet
Das etwa 622 km² große Einzugsgebiet des Bonanza Creek grenzt im Norden an das des Otter Creek, im Osten an das des Takotna River, im Süden und im Südwesten an das des George River und des Crooked Creek (die drei zuvor genannten Flüsse münden in den weiter südlich verlaufenden Kuskokwim River) sowie im Westen an das des oberstrom gelegenen Iditarod River.